# Veligosti
Veligosti  este un oraș în Grecia în Prefectura Arcadia.